# バーレーカップ
- バーリーカップ
- バーレーカップ

バーレーカップ（またはバーリーカップ、英語表記：Barleycup）は、イギリスで売られていたインスタントの穀物飲料である。イギリスの企業Ridpath Pek Ltd.が2004年に米国のスミスフィールド・フーズに買収されてNorwich Food Company Ltd.と合併してスミスフィールド・フーズUKになるまで製造されていた。日本では2015年に「バーレーカップ」の商品名で日本緑茶センター株式会社より発売された。

## 成分
バーレーカップは、可溶性の粉末または顆粒の形態である。原材料は焙煎した大麦、ライ麦、チコリである。

## 栄養
| 100g当たりの栄養価 | 100g当たりの栄養価 |
| ------------------ | ------------------ |
| 熱量               | 1037kJ / 244kcal   |
| タンパク質         | 5.3g               |
| 炭水化物           | 55.6g              |
| 脂質               | 痕跡量             |